# Jablonovské sedlo
Jablonovské sedlo (535 m n.p.m.; też Lipovnícke sedlo, niewłaściwie: Soroška) – przełęcz w Krasie Słowacko-Węgierskim, wyznaczająca granicę pomiędzy Płaskowyżem Silickim (słow. Silická planina) na zachodzie a Górnym Wierchem (słow. Horný vrch) na wschodzie. Stanowi przejście z Kotliny Rożniawskiej na północy do Kotliny Turniańskiej na południu.

## Znaczenie komunikacyjne
Przełęcz ważna komunikacyjnie. Przebiega przez nią droga krajowa nr 50 z Rożniawy do Koszyc oraz wytyczony nią międzynarodowy szlak drogowy E571. Jest to jedyne obecnie połączenie drogowe dostępne dla pojazdów samochodowych pomiędzy Kotliną Rożniawską a Kotliną Turniańską. Na przełęczy nie ma przystanku autobusowego. Pod przełęczą przechodzi kolejowy tunel jabłonowski (słow. Jablonovský tunel), którym przebiega linia kolejowa z Rożniawy do Koszyc.

## Nazwa
Nazwa przełęczy pochodzi od nazwy wsi Jablonov nad Turňou, leżącej u południowych podnóży przełęczy, już w Kotlinie Turniańskiej. Zwyczajowa nazwa „Soroška”, używana dla przełęczy przez Słowaków, nie jest poprawna. Pochodzi od węg. Szoros kő - Ciasny Kamień. Odnosi się ona jedynie do grupy skał u południowych podnóży przełęczy (nad wsią Hrušov) oraz do funkcjonującej na siodle przełęczy znanej restauracji („Koliba Soroška”).

## Historia
Jeszcze na początku XIX w. brak było bezpośredniego połączenia drogowego pomiędzy Kotliną Rożniawską (Rożniawą) a Kotliną Turniańską (Moldava nad Bodvou). Inicjatorem budowy był książę Esterházy, którego rozległe "państwo" z siedzibą w Bódvaszilas obejmowało także szereg wsi w Kotlinie Rożniawskiej. Zadania wytyczenia drogi oraz pokierowania jej budową podjął się ówczesny „inżynier krajowy” majątków Esterházych, Keresztély Raisz (1766 – 1849). Na budowie drogi, która trwała wiele lat, obok robotników miejscowych pracowało wielu pracowników zagranicznych, głównie Włochów, dobrze zaznajomionych z pracami strzelniczymi w skalistym terenie. Droga została ostatecznie ukończona w 1829 r.
W 2016 r. planowane było rozpoczęcie budowy dwururowego tunelu drogowego Soroška długości ok. 4,6 km, który ma zostać poprowadzony 50 m poniżej obecnego tunelu kolejowego. Projekt doznał jednak znacznych opóźnień. W trakcie przygotowywania kolejnej dokumentacji, będącej podstawą do pozwolenia na budowę, dokonano istotnej zmiany rozwiązania technicznego i tunel zaprojektowano jako tunel jednorurowy o ruchu dwukierunkowym z poprowadzonym równolegle węższym tunelem ewakuacyjnym. W lipcu 2020 r. Národná diaľničná spoločnosť (NDS) zerwała ogłoszony w grudniu poprzedniego roku przetarg na budowę odcinka drogowego R2 Rożniawa – Jablonov nad Turňou, obejmującego m. in. tunel, a termin podjęcia budowy przesunięto na lata po 2030 r.

## Turystyka
Przełęcz stanowi węzeł znakowanych szlaków turystycznych. Prowadzą z niej:
- znaki czerwone  na wschód, przez płaskowyż Horný vrch i Bôrčanské sedlo do górnego wylotu Doliny Zádielskiej – 4 h 15 min.;
- znaki czerwone  na zachód, przez Płaskowyż Silicki do Silicy – 3 h;
- znaki żółte  na południe, do wsi Hrušov – 1 h.